# Bitva u Punta Stilo
Bitva u Punta Stilo (známá také jako bitva u Kalábrie) byla jednou z námořních bitev druhé světové války ve Středozemním moři mezi italským a spojeneckým námořnictvem. Uskutečnila 9. července 1940 u pobřeží Kalábrie.

## Italský konvoj
6. července 1940 vyplul z Neapole konvoj 5 transportních lodí do Benghází. Dne 8. července doplul bez problémů do Benghází, kde vylodil 2190 mužů, 232 vozidel a 16 000 tun materiálu a zásob. Italský svaz, který mu poskytoval krytí, se ihned vydal na zpáteční cestu do Tarenta. Italský svaz, kterému velel viceadmirál Inigo Campioni, se skládal z bitevních lodí Giulio Cesare a Conte di Cavour, těžkých křižníků Fiume, Gorizia, Zara, Pola, Trento a Bolzano, lehkých křižníků Eugenio di Savoia, Duca d'Aosta, Muzio Attendolo, Raimondo Montecuccoli, Alberico da Barbiano, Alberto di Giussano, Duca degli Abruzzi a Giuseppe Garibaldi a 16 torpédoborců.

## Britský konvoj
Mezi 5. a 8. červencem byly na Maltě připravovány dva konvoje směřující do Alexandrie. Jeden složený ze tří rychlých lodí přepravující rodinné příslušníky a konvoj složený ze čtyř pomalých nákladních lodí, které přepravovaly vojenský materiál. Na ochranu tohoto konvoje vyplulo 7. července z Alexandrie Středomořské loďstvo pod velením admirála Cunninghama. Cunningham ho rozdělil na tři svazy.
- Předzvědný svaz A, kterému velel viceadmirál John Tovey. Byl složen z lehkých křižníků HMS Gloucester, HMS Orion, HMS Neptune, HMAS Sydney a HMS Liverpool.

- Úderný svaz B, kterému velel sám Cunningham. Byl složen z bitevní lodě HMS Warspite a pěti torpédoborců.

- Zajišťovací svaz, kterému velel kontradmirál H. Pridham-Wippell. Byl složen z letadlové lodě HMS Eagle, bitevních lodí HMS Malaya a HMS Royal Sovereign a osmi torpédoborců.

## Bitva
Středomořské loďstvo bylo spatřeno již v noci z 7. na 8. července u Alexandrie italskou ponorkou Beilul, která se pokusila neúspěšně zaútočit.
8. července ráno bylo naopak spatřeno italské loďstvo britskou ponorkou Phoenix.
Odpoledne bylo Středomořské loďstvo napadeno italskými letadly z Dodekanésu, kterým se podařilo poškodit Gloucester, na kterém zahynul jeho velitel námořní kapitán Garside a dalších 17 mužů.
9. července odpoledne odstartovaly torpédové letouny Swordfish z Eagle, ale nepodařilo se jim zasáhnout žádnou italskou loď.
V 15:13 křižníky svazu A uviděly italskou flotu a hlavní část bitvy začala.
V 15:22 se když se palba z italských těžkých křižníků začala nebezpečně přibližovat se rozhodl Tovey ustoupit.
Krátce poté byl Neptune zasažen. Byl poškozen katapult a průzkumný letoun. Požáry se podařilo brzy uhasit.
V 15:50 připlul na dostřel svaz B a mezi Giulio Cesare a Warspite začala přestřelka.
V 15:59 byl Giulio Cesare zasažen 381mm granátem. Po tomto zásahu mohl plout rychlostí pouze 18 uzlů.
V 16:01 začaly italské torpédoborce vytvářet kouřovou clonu a italská flota se dala na ústup k Messině.
V 16:06 byl zasažen 3 granáty křižník Bolzano, ale nebyl vážněji poškozen.
Během další hodiny se obě strany neúspěšně pokoušely o topédové útoky a pak bitva skončila.

## Závěr
Oba britské konvoje během bojů, které na sebe strhly pozornost, propluly nepozorovaně do Alexandrie. Obě strany považovaly své akce za úspěch. A to právě proto, že ochrana konvojů, které měly na starost, se podařila a ani jedna strana netratila žádnou loď. Lehce poškozená bitevní loď Giulio Cesare byla do měsíce opravena.